# Engerthhof

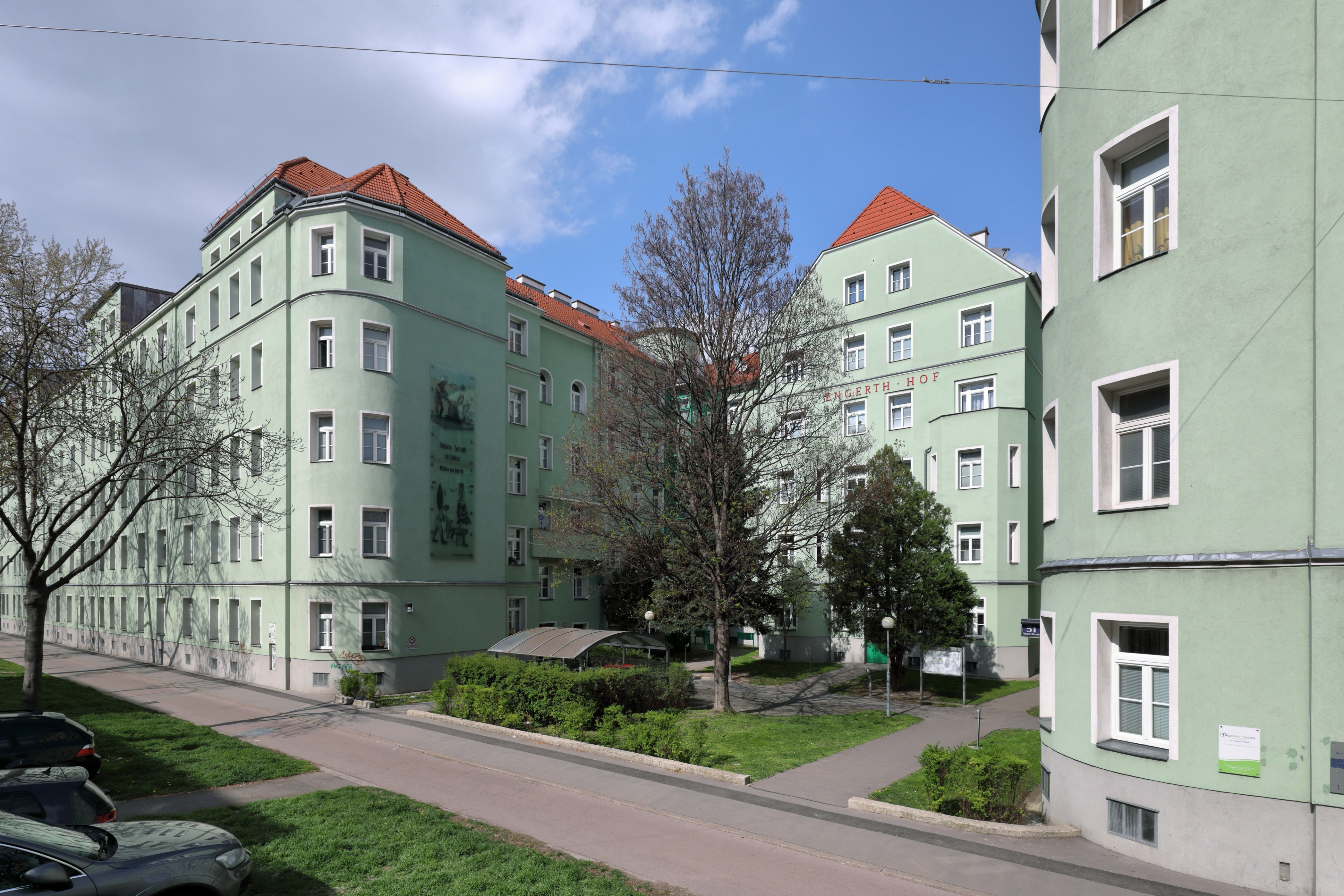
Engerthhof

Der Engerthhof ist eine Wohnhausanlage im 20. Wiener Gemeindebezirk Brigittenau. Er ist der am frühesten entstandene Wohnblock mit Genossenschaftswohnungen in der Stadt und wurde 1904/05 nach Entwürfen von Leopold Simony erbaut. Er gilt als einer der Vorläufer des sozialen Wohnbaus.

## Lage, Geschichte und Bedeutung
Der Engerthhof befindet sich in der Engerthstraße 43–55 (ident Stromstraße 51) und ist wie die Straße selbst nach Wilhelm Engerth benannt.
Die Anlage war das erste Bauprojekt der „Ersten gemeinnützigen Baugesellschaft für Kleinwohnungen“, der ersten Wohnbaugenossenschaft Wiens (heute: „Erste Gemeinnützige Wohnungsgesellschaft – Heimstätte GmbH“), und einer der ersten größeren zusammenhängenden Wohnblöcke der Stadt.
Bei seiner Errichtung befand sich der Engerthhof im »jämmerlichsten aller Wiener Stadtteile«, dem Ende der 1880er Jahre aus dem Boden gestampften Rasterviertel im ehemaligen Überschwemmungsgebiet der damaligen Oberen Donaustadt, einem Konglomerat aus »rauchenden Schloten, unordentlichen Verkaufsladen, Brannweinschenken, Gestank, Schmutz, schlampigen Weibern, verwahrlosten Kindern, Prostituierten«, einem »fabrikdurchsetzten Arbeiterwohnquartier mit besonders tristen Wohnverhältnissen und einem durch die Nähe der großen Bahnhöfe bedingten besonders hohen Prozentsatz von Untermietern«.
Das »spektakuläre« Gebäude wurde im Jahr 1904 im Auftrag des »Komitees zur Begründung gemeinnütziger Baugesellschaften für Arbeiterwohnhäuser« von Leopold Simony mit 19 Stiegenhäusern und 360 Wohnungen, einem internen Zugangssystem (d. h. der Zugang zu den einzelnen Stiegen erfolgt über die Höfe) und öffentlichen Grünflächen entworfen, ein Vorzeigeprojekt im aufgehöhten neuen Donaustadtteil zwischen den bisher bebauten Bezirken am Donaukanal und der regulierten Donau.

## Bau
Die Anlage hat eine langgezogene Fassade mit fünf Höfen, wobei der mittlere zur Straße hin angelegt ist.
Die Fassaden waren mit Sgraffiti geschmückt, die das 1872 von Wilhelm Engerth errichtete Sperrschiff von Nussdorf sowie die Semmeringbahn zeigten. Sie wurden nach einer Sanierung entfernt und sind seit 2005 als Reproduktionen auf Plexiglas am Gebäude angebracht.

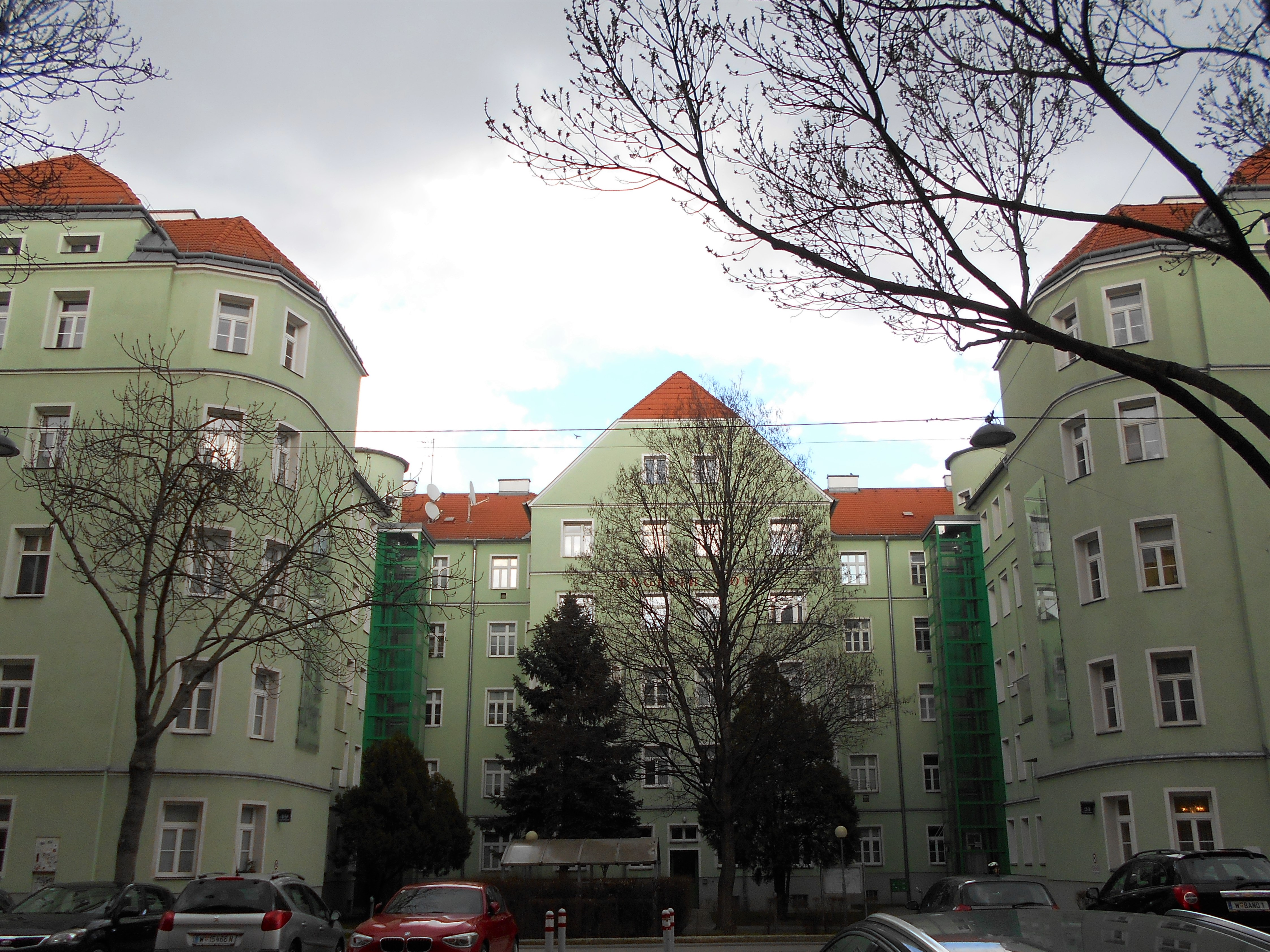
Der mittlere der Höfe (zur Engerthstraße hin)
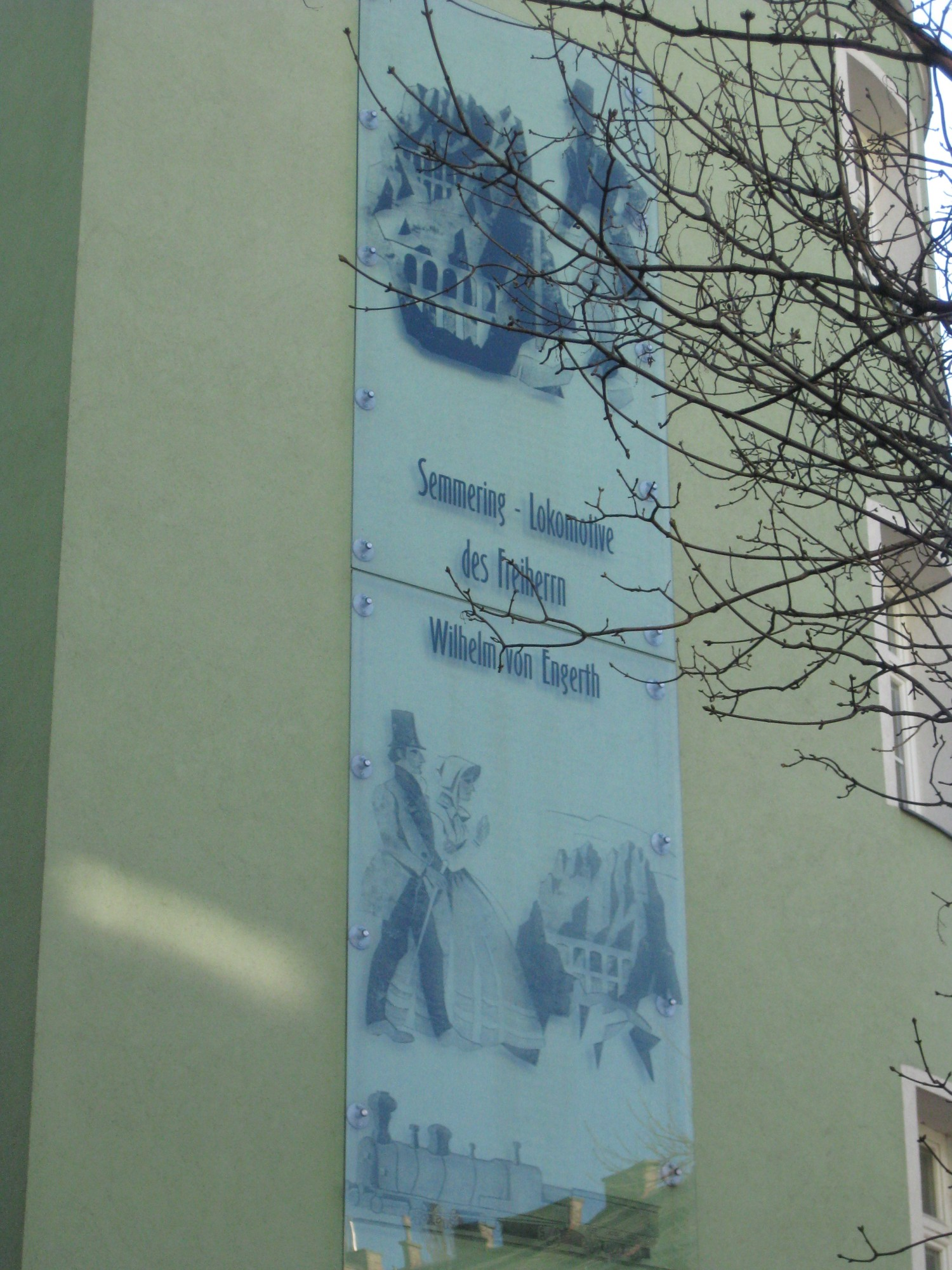
Lokomotive der Semmeringbahn
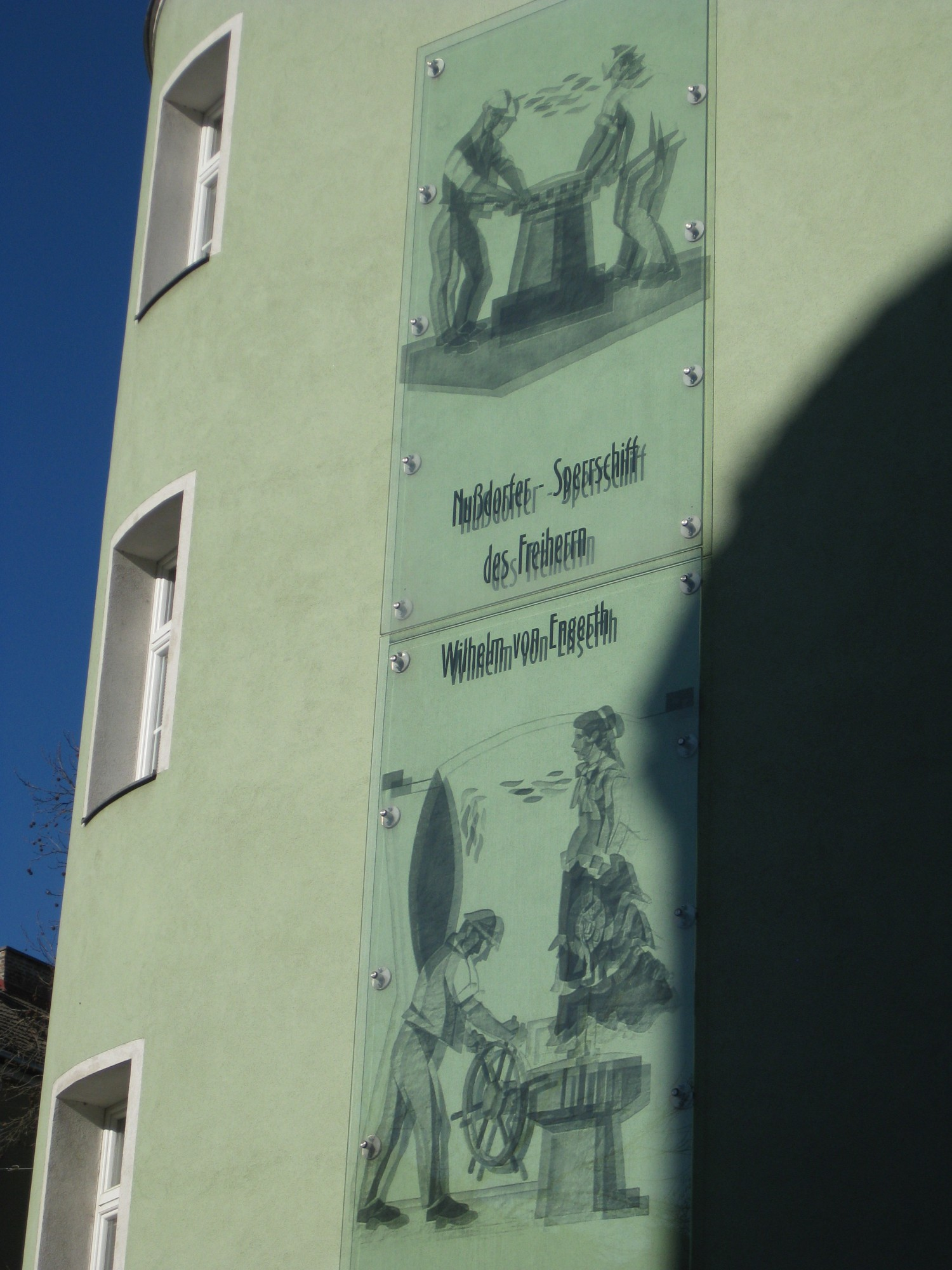
Das Nussdorfer Sperrschiff